# Wippergau

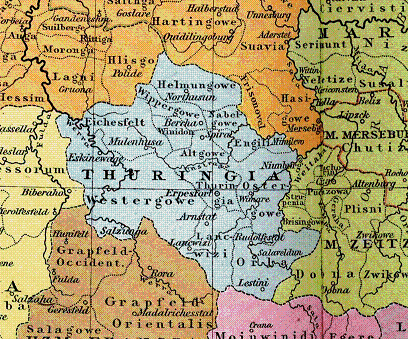
Der Wippergau in Thüringen um das Jahr 1000

Der Wippergau (auch Wippergowe) war ein Herrschaftsgebiet des Heiligen Römischen Reichs im heutigen Thüringen. Dieses erstreckte sich entlang des Flusses Wipper und des Bergzuges Hainleite zwischen den heutigen Städten Bleicherode und Sondershausen.
Dieser Gau war Teil der Grafschaft von Kirchberg, der hohnsteinischen Herrschaft Lohra und der schwarzburgischen Ämter Straußberg, Schernberg und Heringen.

## Geographie
Der Fluss Wipper durchströmte den Wippergau in seiner ganzen Länge, von Westen beginnend an der Eichsfelder Pforte bei Wülfingerode angrenzend an den Gau Eichesfelt, nach Osten bis zum Wipperdurchbruch bei Seega. Die nördliche Grenze bildete der benachbarte Helmegau von Schiedungen bis nach Heringen.
Die südliche Grenze bildete der Altgau vom Fluss Helbe bis zur südlichen Hainleite.

Der Wippergau in Thüringen.
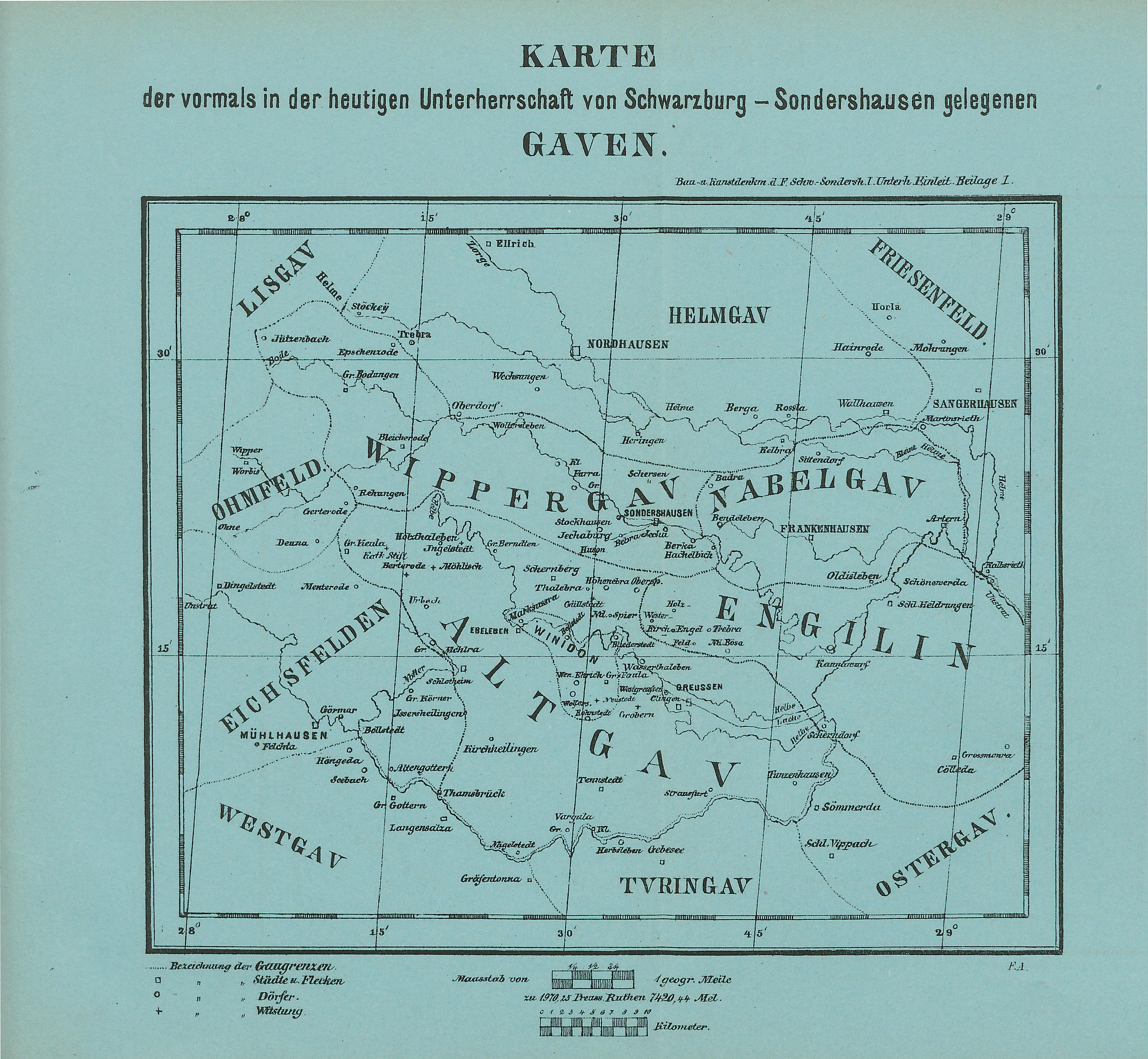
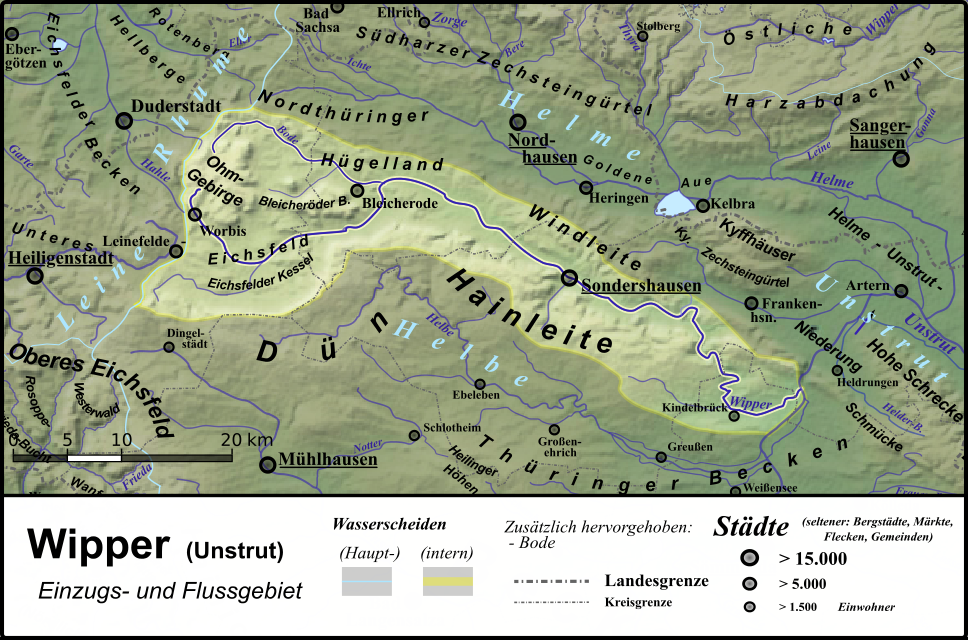

Siehe auch
- Liste mittelalterlicher Gaue

## Geschichte
Am 15. Juli 813 in Rusteberg im Eichsfeld wird die Wippergowe im Zusammenhang mit dem Dorf Hausen (Huson im Geschling), einer Wüstung bei Bebra (Sondershausen), im Süden der Kirche Jechaburg, erstmals genannt. Der Wippergau wird in einer Urkunde erwähnt, die vom Erzbischof von Mainz Adalbert am 7. Juli 1128 bewilligt wurde, als das Schloss Berka (im Besitz des Grafen Dietrich von Berka, eines Sohns des Grafen Dietrich von Lohra und Enkel Ludwig des Bärtigen) in den Besitz des Stiftes Jechaburg überging.